# Grote mast

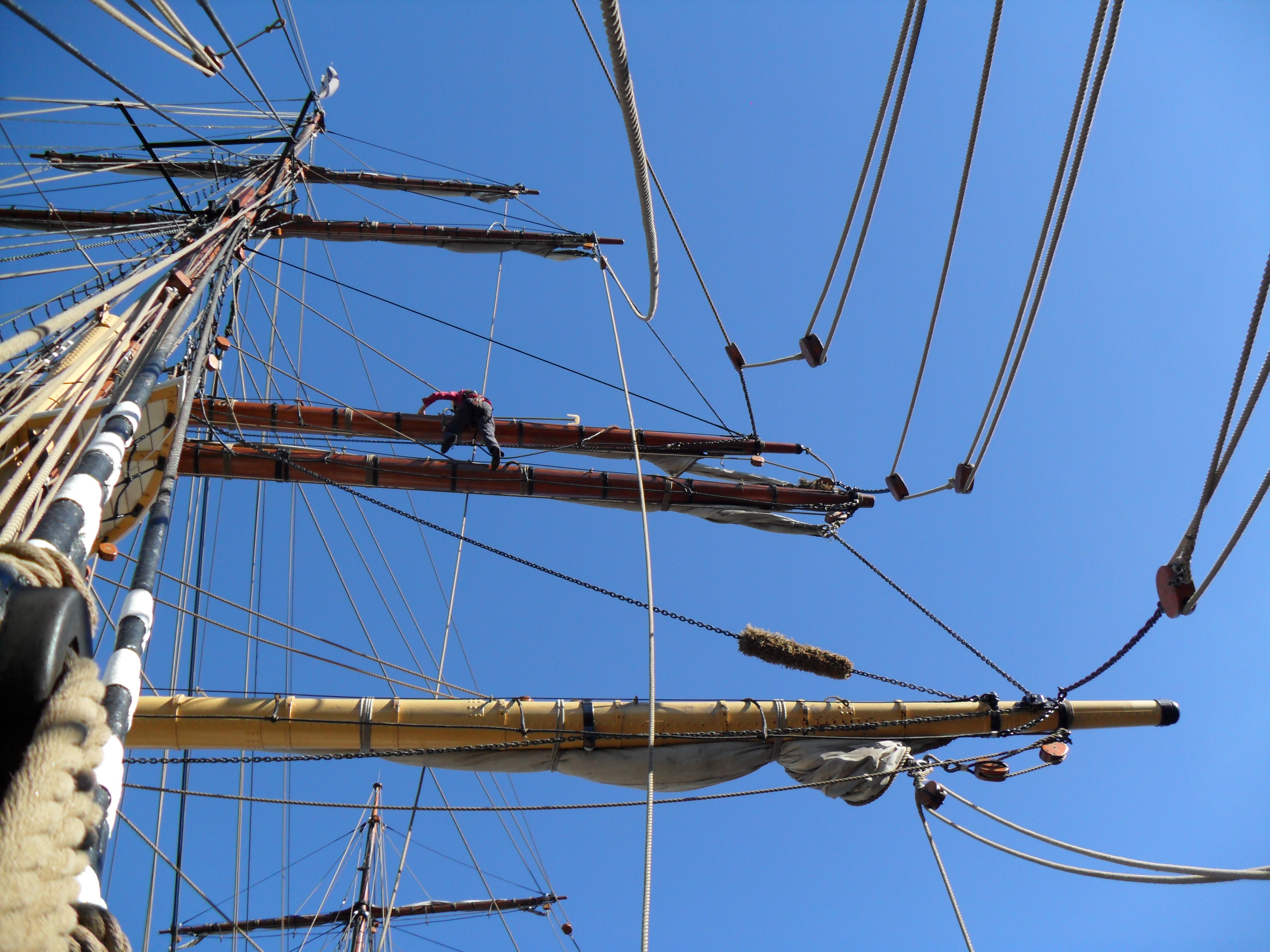
Een grote mast

De grote mast is de mast waaraan het grootzeil zich bevindt op een zeilschip. De grote mast kan verlengd worden met stengen; een marssteng, een bramsteng en eventueel een bovenbramsteng, waaraan dan het bramzeil resp. bovenbramzeil komen te hangen.